# Pla Morell (Sora)
El Pla Morell és una masia de Sora (Osona) inclosa a l'Inventari del Patrimoni Arquitectònic de Catalunya.

## Descripció
Construcció molt reformada i sobretot reconstruïda per ser utilitzada com a residència d'estiueig. Construïda amb pedres irregulars, avui reforçades amb ciment, conserva el cos central de l'habitatge de planta rectangular i teulat a doble vessant. Les obertures d'aquest cos més antic estan emmarcades per pedres grans i ben tallades i les finestres tenen llinda i ampit, mentre la porta conserva la llinda de fusta. El cos afegit a ponent és de construcció moderna tot i que podria haver-se basat en una construcció antiga avui desapareguda.